# Brand Slakkenrace
De Brand Slakkenrace is een computerspel in het race-genre voor Windows, ontwikkeld door het Nederlandse Team Hoi en uitgebracht door het Nederlandse Jaytown in 1998.
Na de publicatie van hun spel Moon Child verplaatsten Team Hoi's Reinier van Vliet en Metin Seven zich van Valkieser naar het Weespse bedrijf Spin Multimedia, waar ze hun samenwerking voortzetten in de multimediadevelopmentafdeling genaamd Jaytown, onder meer werkend aan games voor commerciële promotiecampagnes. Onder de door Jaytown uitgegeven titels bevond zich een Windows-CD-ROM-game voor Brand Bier: de Brand Slakkenrace, uitgegeven in 1998 als verlengde van een Brand-televisiecommercial waarin een slak de hoofdrol speelde.

## Platforms
| Jaar | Platform |
| ---- | -------- |
| 1998 | Windows  |